# ジョン・クリーガン
ジョン・クリーガン（John Francis Cregan、1878年1月29日 - 1965年12月26日）は、アメリカ合衆国の陸上競技選手である。彼は1900年に開催されたパリオリンピックに参加して、800メートル走で銀メダルを獲得した。

## 経歴
プリンストン大学出身のクリーガンは、アマチュア運動連合（AAU）主催の880ヤード走 で1897年に優勝し、1897年と翌1898年には1マイル走 でも優勝している。さらにIC4A（en:IC4A）の競技会でも、880ヤード走で1898年に勝利し、1マイル走では1898年から1900年の3年連続で優勝した。これらの記録は、クリーガンの中距離走者としての優秀さを明白に表していたが、彼はパリオリンピックでは1500メートル競走には参加しなかった。その理由は、この競技が日曜日に開催されたためであった。
なお、アメリカ合衆国のオリンピック代表チームは、パリに赴く途上でイギリスに滞在した。そこでクリーガンはイギリスのアマチュア陸上競技協会（en:Amateur Athletic Association）選手権に出場して、アルフレッド・タイソーに続いて2位の結果を残した。パリオリンピックの800メートル走決勝でも、クリーガンは再びタイソーに敗れて銀メダルを獲得することになった。